# Hôtel d'Armenonville
« Hôtel d'Épernon » redirige ici. Pour les autres significations, voir Hôtel d'Épernon (Blois).

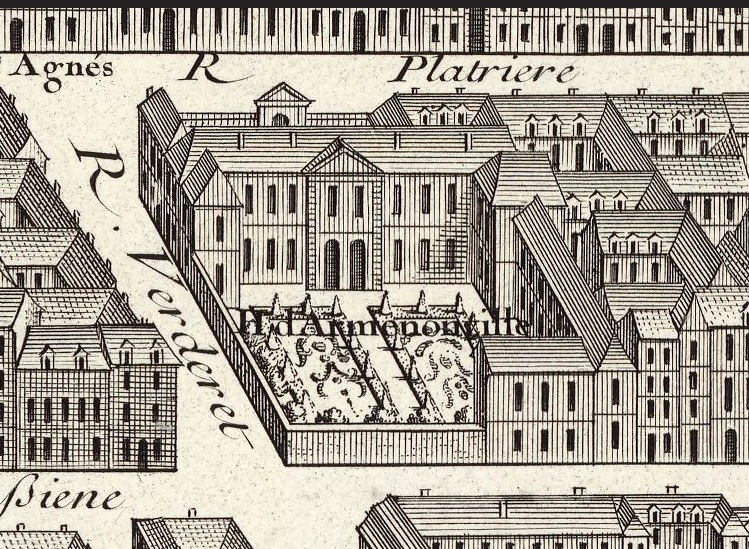
L'hôtel d'Armenonville sur le plan de Turgot, en 1739.

L'hôtel d'Armenonville est un ancien hôtel particulier parisien du XVIIIe siècle, détruit en 1880–1881.
Situé entre l'ancienne rue Plâtrière (actuelle rue Jean-Jacques Rousseau, 1er arrondissement) et la rue Coq-Héron, il occupait tout le côté sud de la rue Verderet, supprimée.

## Historique
Construit au début du XVIIIe siècle pour Joseph Jean-Baptiste Fleuriau d'Armenonville (1661-1728), il ne doit pas être confondu avec l'hôtel d'Armenonville de la rue Saint-Honoré, où demeura, de 1697 à 1711, Pierre-Vincent Bertin (1653-1711), seigneur d'Armenonville. 

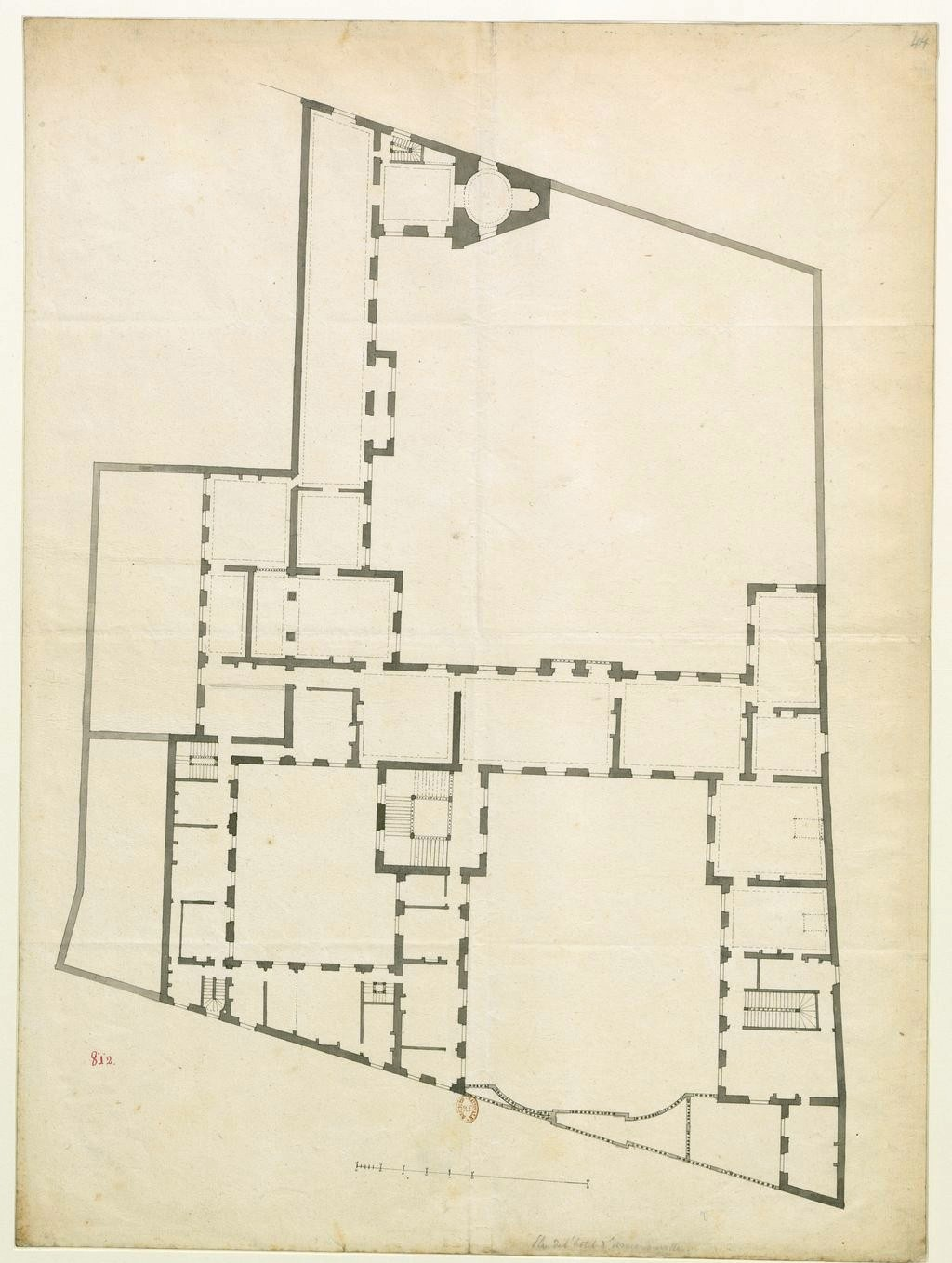
Plan du premier étage de l'hôtel d'Armenonville, en 1710. La rue Plâtrière se trouve en bas, la rue Verderet sur la droite et la rue Coq-Héron en haut.

L'hôtel d'Armenonville de la rue Plâtrière, dont les plans au sol sont conservés dans le fonds Robert de Cotte à la Bibliothèque nationale de France, était bâti entre cour et jardin, la porte cochère ouvrant sur la rue Plâtrière. Il figure sur le plan de Turgot dont les relevés furent réalisés entre 1734 et 1739.
Cette demeure a porté les noms d'hôtel d'Épernon et d'hôtel d'Hervart.
C'est dans ce qui s'appelle alors l'hôtel d'Hervart que meurt Jean de la Fontaine en 1695.
L'hôtel fut acheté pour le compte de Louis XV en 1757 pour abriter la Grande Poste, puis l'hôtel des Postes et fut détruit à partir de novembre 1880,.